# 太凯人
太凯人是非洲中部的一支班圖民族，主要沿剛果河中段分布在剛果共和國北、中、南部及民主剛果西部，少部分住在加彭，約有一百多萬人口（1967）。奥马尔·邦戈，二十世紀末的一位加彭總統即為太凯人。

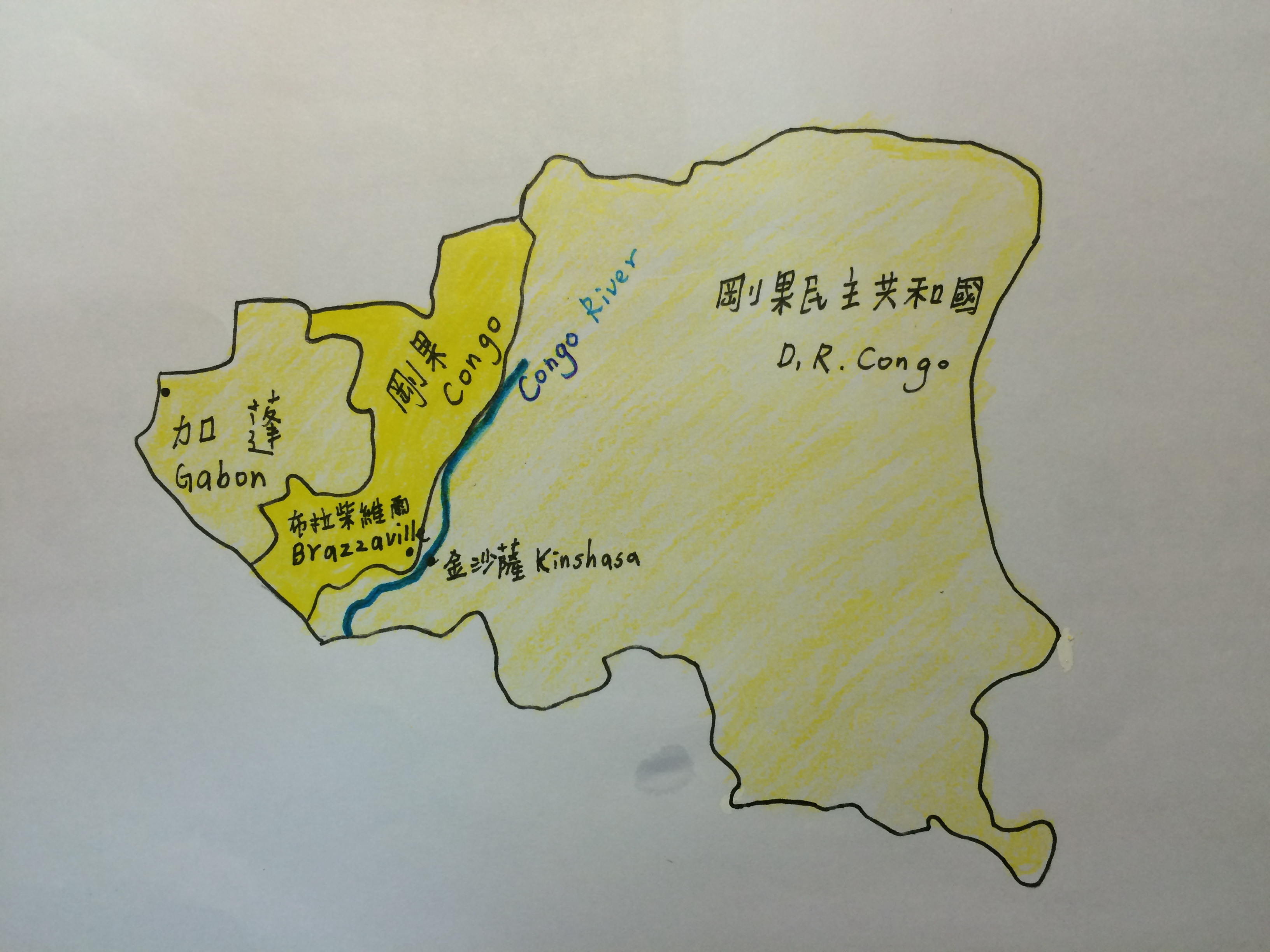
太凯人沿剛果河中段而居，少部分居住在加彭

## 歷史

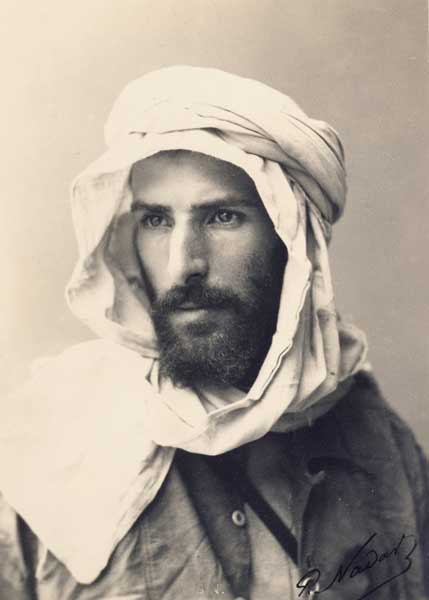
皮埃爾·薩沃尼昂·德·布拉薩，由保羅·納達爾攝。

作為班图大迁徙的一部分，太凯人在第一個千紀於今日的刚果共和国建立了一個強國，並以宗教作為統治正統的基礎。
太凯王國或安濟庫王國（Kingdom of Anziku）位於剛果河北部馬萊博湖的鄰近地區，於12至13世紀達到鼎盛，直至15世紀淪為剛果王國附庸，且在邊境面臨多族侵擾。太凯人最初來自馬尼揚加（Manyanga）與馬萊博湖之間的區域，但由於剛果人的襲擊和移入（其本身是大西洋三角貿易引發暴力的產物），他們逐漸被推向北方，最終遷徙至巴特克高原。
法國最早於1880年代抵達今日剛果共和國一帶，並從此統治剛果直至1960年。太凯人在法國治下遭受嚴重的殖民剝削，此段殖民時期該族傳統習俗大幅消亡，法國政府大規模掠奪土地供自身使用，破壞了當地的傳統經濟，並導致大規模的人口流離失所。1883 年，太凯王國與法國簽訂條約，將部分土地割讓給法國，以換取其「保護」。法國探險家皮埃爾·薩沃尼昂·德·布拉薩負責維護法國在該地區的利益，剛果河畔的一小型聚落便以此人命名為「布拉柴維爾」，最終成為法屬赤道非洲的聯邦首都；此後，布拉柴維爾的前哨基地在一名塞內加爾人馬拉米納·卡馬拉命下，安排了兩個由非洲人組成的殖民軍隊。1960年代，太凯人開始重獲獨立，傳統生活型態也逐漸復甦而興盛。

## 語言
太凯语是班圖語族的其中一支，於格思里分類法中位在B.70。根據納斯與菲利浦森（Nurse & Philippson），排除西太凯语在外，太凯语可和帖內語（B.80）構成一個有效的分支。太凯语（B.70）又可區分成不同的方言，如下：
- 中太凯语（英语：Teke language）
  - Teke-Eboo
  - Teke-Nzikou
  - Teke-Fuumu
  - Ngungwel
- 西太凯语（英语：West Teke language）
  - Teke-Laali
  - Teke-Tsaayi
  - Teke-Tyee
  - Yaka
- 南太凯语
  - Kukuya（英语：Kukuya language）
- 北太凯语（英语：North Teke language）（Teke-Tege）
- 其他
  - Tchitchege（英语：Tsege language）
  - Teke-Ibali [7][8]

## 社會、家庭與婚姻

### 社會
太凯王國不是一個中央集權的國家，但國王擁有的權力高過宗教，因為太凯國王是神聖的。他扮演一個靈魂和生物間媒介的角色，同時也是豐收和宇宙秩序的保證。有三個人輔助國王，幫助他度過一連串歷時兩年的坐床儀式。占卜師（Nganga）會使用魔法預測國王的在位時間，格里奧會回顧過去的歷史，例如國王的正義和勇氣。國王的主要責任是透過特別的儀式維護王國的繁榮。村莊也會選舉族長，而這個族長的地位僅次於統治多個村莊的世族族長。每個氏族長都擁有一個巨大的木製雕像被稱作大地之父（father of the earth）。在雕像的後背下方有一條布纏繞著，肚臍的地方則有一小塊金屬，眼睛則是珍珠母貝的片段構成。這個雕像能保證村落的居民和作物豐收。

### 家庭
Mfumu是一家之主的名稱，他的名聲會隨著家族人口的增加而增加。有時太凯人會選擇鐵匠作為領導者，因為鐵匠對於整個社群非常重要，且他是一個家傳的職業。在太凯人的精神生活方面，村長被選為宗教領袖，他是最重要的部落成員，且他會保存被用於傳統儀式的所有藥劑和骨頭，用來和靈魂溝通及保護族人的安全。

### 婚姻
婚姻實施一夫多妻制，保留母系制度和酋長制度的殘餘。

## 產業與生活
這個民族的名字顯示了他們的職業：貿易，Teke這個字的意思是買。太凯人的經濟主要是農業，共有兩種大規模栽種類型：森林種植（ngwunu）和草原種植（ntieni）。此外，還有在村莊內屋後的小型花園（obugha）。

### 森林種植（ngwunu）
森林種植是主要的耕種來源，它們一般由已婚人士管理，男性負責砍伐大型樹木，女性負責播種、除草和收成。有時單身的女性會渴望一個種植園，如此便能徵得年輕或未婚的男性，以食物、酒精或錢作為交換。在漫長旱季來臨前的六月，男人和女人會著手清理森林的最頂層，七月時男人開始砍掉高大的樹木，剩餘的植物被留下來，直到枯萎。等到八月中，植物便開始準備生長，在九月或十月時開始播種。被種植在ngwunu的作物包括，木薯屬植物、三到四種森林種馬鈴薯、葫蘆、和少量的玉米等。

### 草原種植（ntieni）
在ngwunu之後，十月、十一月時女人開始在草原上耕作。地點不會離村落太遠，但會遠離山羊的放牧區。ntieni可以是個人或群體的行為，過程包括使用鋤頭翻土和犁田，種植的作物除了馬鈴薯和木薯外，其他如落花生、菸草和芝麻。ntiene幾乎不需要維護，一旦開始耕作，就會被置之不理直到收成。ntieni用來防範掠食，特別是非洲野豬。而在開始耕作之後燒掉四周生長茂盛的草，也預防有火災破壞作物。

### 花圃（obugha）
obugha是在屋子後方，種植蔬菜或藥用植物的地點。它被柵欄圍住以防範山羊的闖入，它的泥土會因為蔬菜堆肥而改善。作物包括茄子、辣椒、芋頭和番茄。種植香蕉樹則是慶祝新生兒的誕生，新生兒的胎盤會被埋葬在這裡，當此人嚴重生病時，治療儀式將在這棵樹下舉行。

## 信仰與節日

### 信仰
- 太凯人相信有一個至高無上的存在同時也是宇宙的創造者，Nzami。
- 太凯人崇拜妖魔和精靈，他們希望可以獲得他們的協助，狩獵時太凯人會攜帶他們的小型雕像，祈求能帶來好運。
- Nganga的意思有聖人、魔術師、法官或教士。成為Nganga除了繼承以外，也有可能是跟隨夢境。Nganga擁有一個小雕像被稱作Tamakuwi，裡面充滿了祖先的靈魂。在太凯人的習俗中，對祖先行的禮拜是非常重要的，而祖先們就居住在不可侵犯的森林、河邊、空地或洞穴中等等。假設後代子孫沒有榮耀他們的祖先，太凯人相信祖先會回來糾纏他們，使他們在生理上和心理上生病。為了避免這種情況產生，每個家族都敬拜自己的祖先，而這個禮拜儀式具體化成為這些擬人化的雕像。[9]
- 太凯人最著名的信仰對象叫做butti，他擁有來自祖先的廣泛超自然力量，且他不是被直接崇拜。每一個形體（figure）都有特定的意義但不一定和他的外表有直接的關聯。當這些形體被雕刻成新生兒時，胎盤的一部份會被放在這個圖像符號的胃的位置，當其他的則被掩埋在父親的小屋中，這個小屋就是家族的信仰形體放置的地方。這些形體會保護孩子直到青春期。擁有相同外表的形體會保佑狩獵、貿易或其他活動的順利，每個形體的特殊用途只有他的擁有者才知道。[11]

## 藝術與文學

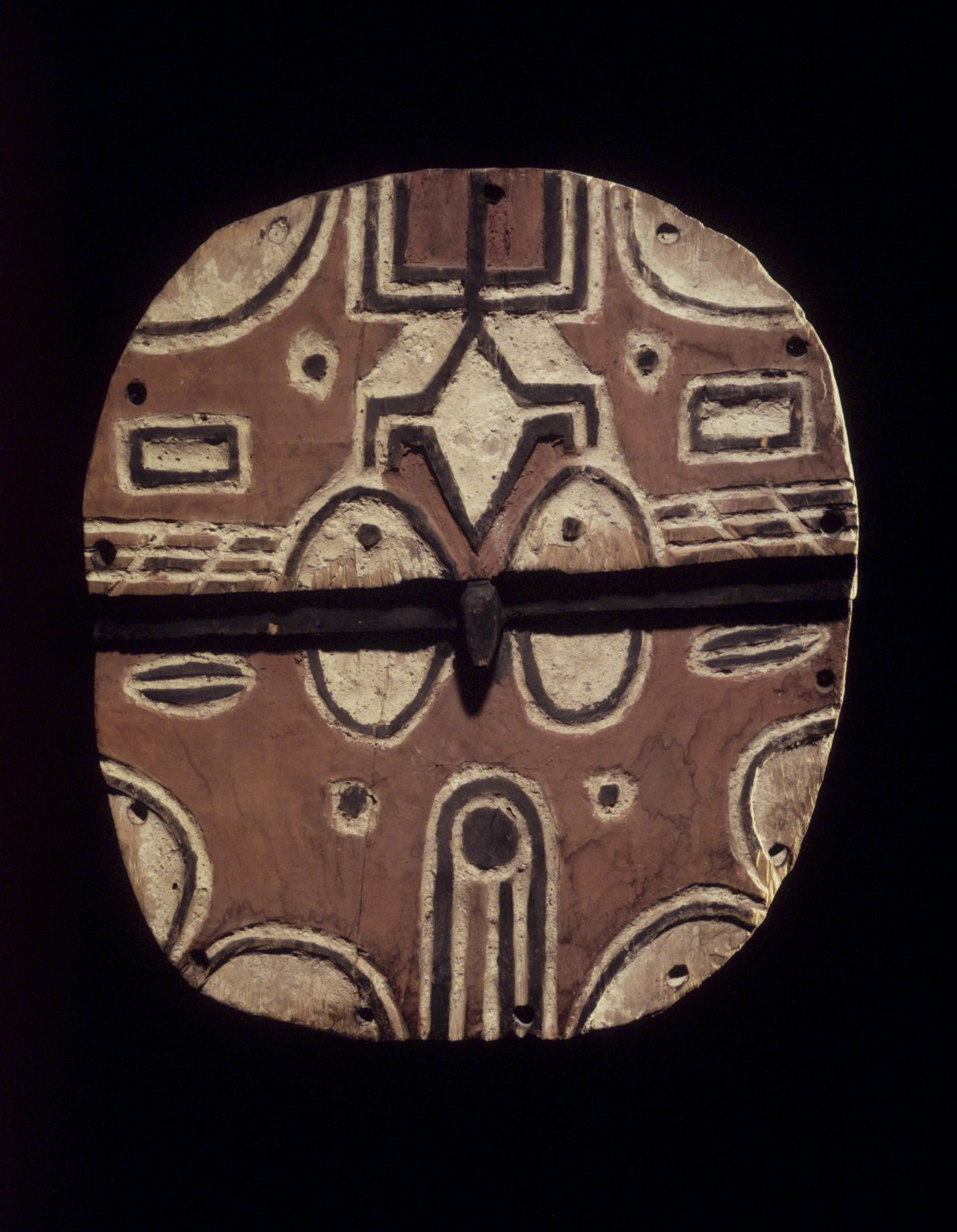
太凯面具，布鲁克林博物馆

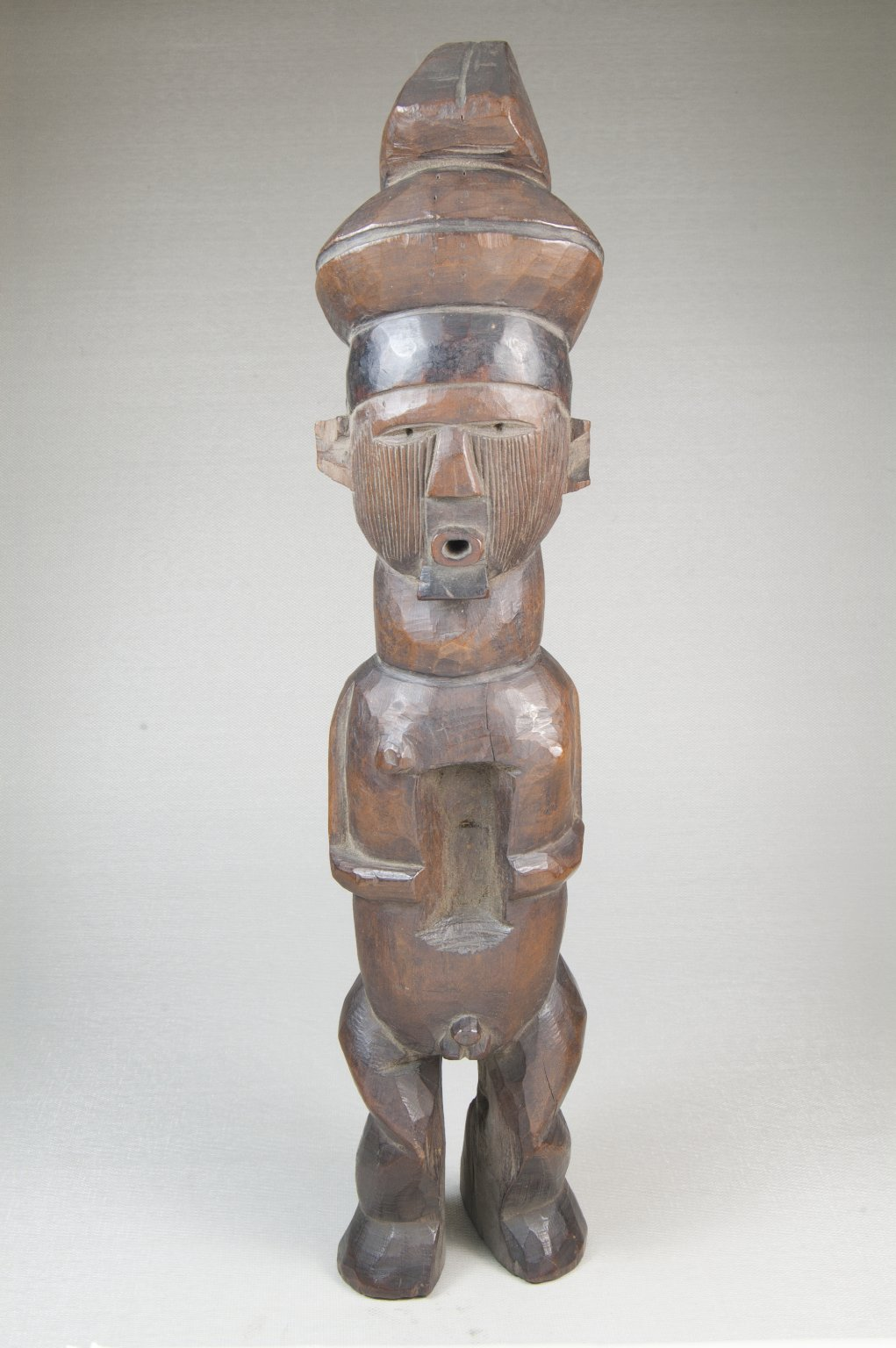
布魯克林博物館 22.139 直立男像

### 藝術

#### 面具
太凯人的面具主要用在傳統舞蹈典禮，例如婚禮、喪禮和成年禮。在部落和家族裡也用面具來做為社會和政治地位的指標。太凯人知名的面具是圓形、扁平、像光碟狀的木製面具，上面有抽象的花樣和幾何圖案，加上一些塗上大地色的水平直線，它們主要是暗藍色、黑色、咖啡色和泥土色。傳統的太凯面具全部都有三角形的鼻子，在眼睛的位置還有狹長的裂縫，讓戴著面具的人能在不被看到的情形下看見他人。在面具的邊緣還有一些洞，用羽毛和纖維連接用拉菲亞樹的纖維編織成的裙子。

#### 雕像
太凯人也聞名於他們具創造力的藝術。太凯雕像有宗教功能，共有兩種形式：沒有魔法用途的Nkida和有魔法用途的Butti。
1. Nkida的尺寸不大，通常介於15到18公分，它們在臉頰處有平行的線條代表刺青，最常出現的姿勢是蹲姿。它的風格是有稜有角、有頭盔式髮型的立體主義。而四邊形的鬍子則是太凯人權力和聲望的象徵。雕像的嘴巴則有固定的樣式：不露出牙齒的半張嘴狀態。它的手臂通常是垂下並形成直角狀，擺在胃的位置上。這些雕像大多是男性，只有非常少數是以女性姿態出現。Nkida雕像代表已經去世的重要人物，如有名的獵人、廚師、漁夫、偉大的戰士或大家族的父母親。
2. Butti只有在被占卜師或Nganaga賦予力量時才會有效用。占卜師會在butti的胃的位置放入各種不同的成分，讓他成為一個有魔法用途的雕像，他會放入植物雜質、動物或礦物質；當這個雕像代表的是祖先時，這些魔法物質則包含頭髮、指甲或死者的一塊皮膚。這些代表祖先的雕像會被放置在屋子裡敬拜。我們可以用他們脖子上的金屬項鍊來辨識他們。[9]

## 著名人士
- 查爾斯·大衛·加納（英语：Charles David Ganao）：剛果共和國首相（任期1996-1997）
- 奧馬爾·邦戈：加彭總統（任期1967-2009）

## 資料來源
1. 1 2  王忠林. . 台北市: 中國大百科全書出版社.   [2015-06-28]. （原始内容存档于2016-03-04） （中文）.
2. ↑  .   [10 March 2015]. （原始内容存档于2020-09-28） （英语）.
3. ↑  . 中华人民共和国外交部. 2024-10-xx  [2025-02-03]. （原始内容存档于2025-03-24） （中文（中国大陆））.
4. ↑  NDINGA MBO, Abraham Constant. . Obenga, Theophile  (编). . L'Harmattan. 2010: 148-149 （French）.
5. ↑  Ndinga Mbo, 150-151.
6. ↑  .   [10 March 2015].
7. ↑  .   [2015-06-28]. （原始内容存档于2015-09-25）.
8. ↑  .   [2015-06-28]. （原始内容存档于2021-02-11）.
9. 1 2 3 4  http://kwekudee-tripdownmemorylane.blogspot.tw/2014/09/teke-bateketio-people-ancient-riverine.html （页面存档备份，存于）"
10. 1 2  .   [2015-06-26]. （原始内容存档于2020-08-12）.
11. ↑  .   [10 March 2015].